# Circumscripció territorial
Les circumscripcions territorials són subdivisions d'un estat amb funcions administratives, polítiques, militars, eclesiàstiques o altres finalitats amb diferents graus de dependència vers el govern central.

## Designacions
Algunes de les designacions territorials són:

### Cantó
A França un cantó és una subdivisió administrativa de l'«arrondissement», amb orígens que es remunten a la reorganització de l'Estat francés durant la Revolució Francesa. També és una subdivisió administrativa a Bèlgica, on existeixen cantons electorals i cantons judicials. Els cantons a Bolívia eren la unitat administrativa més petita fins que foren abolits a través de la seva omissió en la constitució de 2009. A Ecuador són unitats intermèdies entre la província i la parròquia.
A Suïssa els cantons són la divisió político-administrativa de primer nivell, amb institucions pròpies i autogovern en un context confederal. També és una divisió de primer nivell amb autogovern a la Federació de Bòsnia i Hercegovina (part constituent de l'Estat  Bòsnia i Hercegovina juntament amb la República Srpska) on el cantó tenen potestat sobre la polícia, educació, cultura, allotjament i serveis socials. A Costa Rica són una divisió administrativa intermedia entre la província i el districte, però la única circumscripció territorial del país amb govern propi.

### Comunitat autònoma
- Cantó: Bòsnia i Hercegovina, França, Suïssa
- Comtat: Estats Units, Irlanda, Regne Unit (county)
- Comuna: França (commune), Itàlia (comune), Dinamarca i Noruega (kommune), Suècia i Finlàndia (kommun).
- Comunitat: Bèlgica
- Comunitat autònoma: Espanya
- Departament: Bolívia, Colòmbia, El Salvador, França
- Districte
- Estat: Austràlia, Estats Units, Índia
- Land: Alemanya, Àustria
- Parròquia: Andorra
- Prefectura: Japó
- Província: Bèlgica, Canadà, Espanya, Filipines, Itàlia, Xina
- Regió: Bèlgica, Finlàndia, França, Itàlia, Nova Zelanda
- Regió autònoma: Xina
- República: Rússia
- Territori: Canadà

## Subdivisions estatals

### Alemanya
- Govern: Federació (anomenat Bundesland).
- Administració de primer ordre: Land.

### Andorra
- Parròquia.

### Espanya
- Govern: Estat.
- Administració de primer ordre: Comunitat autònoma.
- Administració de segon ordre: Província.
- Administració de tercer ordre: Comarca.
- Altres administracions:
  - Ciutat autònoma.

### Estats Units d'Amèrica
- Govern: Federació.
- Administració de primer ordre: Estat federal.
- Administració de segon ordre: Comtat (county).
- Altres administracions:
  - Districte federal.
  - Estat associat (Puerto Rico).
  - Reserva índia

### França
- Govern: República centralista.
- Administració de primer ordre: Région.
- Administració de segon ordre: Département.
- Administració de tercer ordre: Arrondissement (sotsprefectura).
- Altres administracions:
  - Regió d'ultramar.
  - Col·lectivitat d'ultramar.